# Tom Mix
Thomas Edwin Mix, rodným jménem Thomas Hezikiah Mix (6. ledna 1880 Mix Run, Pensylvánie – 12. října 1940 Florence, Arizona) byl americký filmový herec a filmová hvězda mnoha westernových filmů.

## Život a činnost
Pocházel z velmi chudé rodiny, jeho otec byl dřevorubec. V roce 1898 bojoval jako dělostřelec ve španělsko-americké válce.
Práci u filmu dostal proto, že skvěle ovládal jízdu na koni. Převážnou většinu scén s koňmi natáčel sám bez kaskadéra či dublera, takže se nevyhnul i několika zraněním. V letech 1910 až 1935 hrál celkem v 336 němých filmech. Jednalo se o první westernovou hollywoodskou hvězdu a prvního představitele amerických filmových kovbojů, kde se po jeho boku často objevovala herečka českého původu Eva Novaková. Stal se hollywoodskou hvězdou, která se později objevila i v řadě knih a několika filmech.

Mixova filmová kariéra trvala celkem 26 let a stejně jako jeho život i smrt byla bouřlivá. Zemřel tragicky na následky dopravní nehody, kdy ho při autonehodě zabil jeho vlastní kufr.

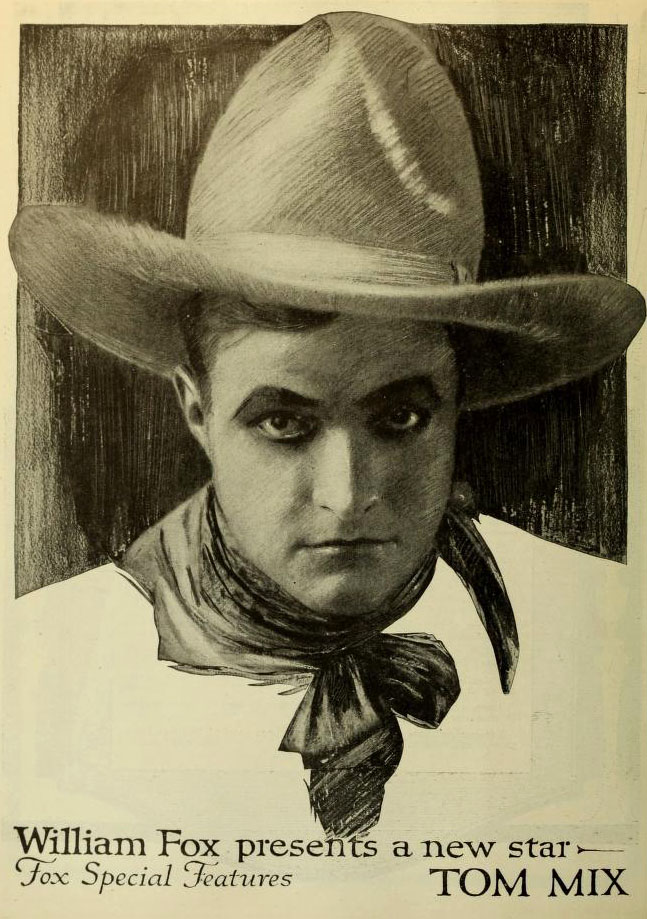
Reklama (1917)
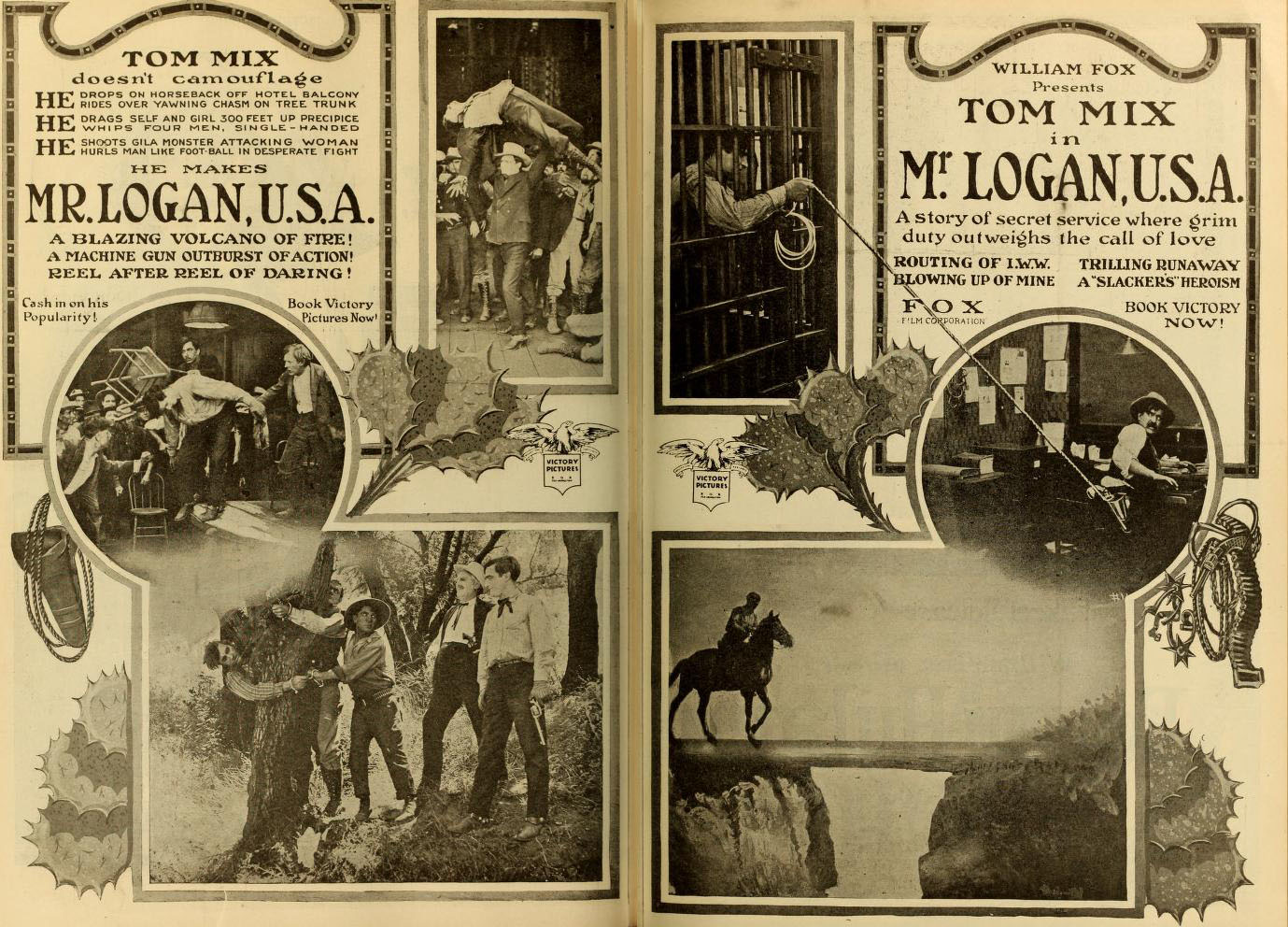
Mr. Logan, U.S.A. (1918)
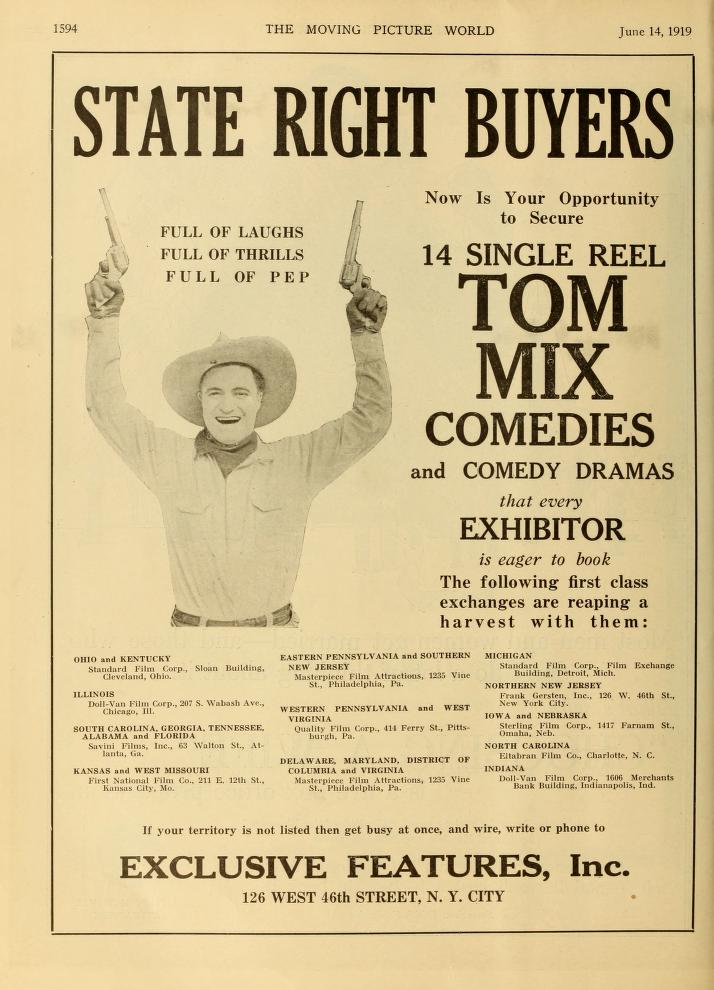
Reklama (1919)
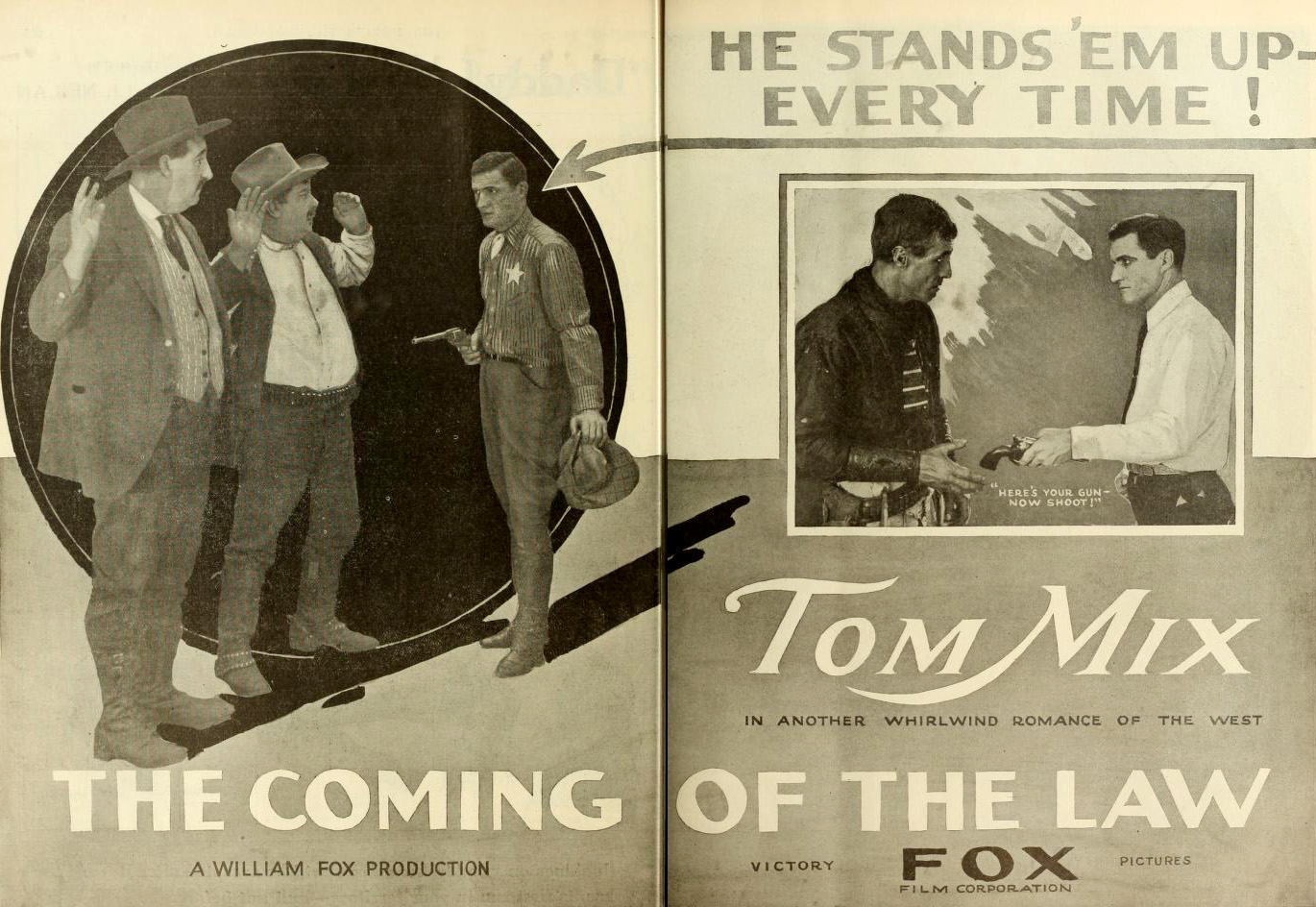
The Coming of the Law (1919)